# Danny Tejera
Danny Tejera, vollständiger Name Danny Gabriel Tejera Sánchez, (* 14. April 1986 in Montevideo) ist ein uruguayischer ehemaliger Fußballspieler.

## Karriere
Der „el Chiche“ genannte, 1,87 Meter große Defensivakteur Tejera stammt aus Campana, wo er für den C.A. Campana aktiv war. Er spielte in den Anfangsjahren seiner Karriere zunächst ab 2005 in der „Cuarta División“ und später in der „Tercera División“ beim Danubio FC. Bei der Ersten Mannschaft trainierte er zeitweise mit. Im Jahr 2008 stand er in Reihen des costa-ricanischen Klubs Municipal Pérez Zeledón. Nach seiner Rückkehr aus Costa Rica bestritt er die Saisonvorbereitung bei Danubio unter dem seinerzeitigen Trainer Martín Lasarte, wurde aber letztlich wieder in die Mannschaft der „Tercera División“ abgeschoben. Nach dem Auslaufen seines Vertrages schloss sich der zum damaligen Zeitpunkt von Javier Zeoli beratene und vertretene Tejera 2009 dem Cerro Largo FC an. Von der Apertura 2009 bis Mitte August 2012 war er beim in Montevideo beheimateten Verein Racing aktiv. Dort absolvierte er in diesem Zeitraum insgesamt 66 Partien in der Primera División und erzielte zwei Tore (2009/10: 25 Spiele / 0 Tore; 2010/11: 18/1; 2011/12: 23/1). Zudem lief er achtmal (kein Tor) in der Copa Libertadores auf. Sodann wechselte er zum Zweitligisten Rampla Juniors. In der Spielzeit 2013/14 trug er dort mit neun Einsätzen (ein Tor) in der Segunda División zum Erstligaaufstieg am Saisonende bei. In der Spielzeit 2014/15 wurde er zehnmal (kein Tor) in der höchsten uruguayischen Spielklasse eingesetzt. Die Rampla Juniors konnten den direkten Wiederabstieg nicht verhindern. Im Juli 2015 wechselte Tejera nach Venezuela zum Carabobo FC. Dort wurde er bislang (Stand: 24. Juli 2017) dreimal (kein Tor) in der Liga und zweimal (kein Tor) in der Copa Venezuela eingesetzt.